# Bartha István (pap)
Bartha István (Eger, 1719 – Eger, 1785. április 3.) egri kanonok és a hétszemélyes tábla ülnöke.

## Élete
A gimnázium végeztével a papi pályára lépett, és Kassán végezte a bölcseletet és a teológiát. 1762 és 1785 között egri kanonok volt, 1764. december 27-én szentimrei címzetes apát és novii címzetes püspök. Azután a királyi tábla bírája, valamint több évig a hétszemélyes tábla ülnöke volt.

## Munkái
- Halottas dicséret melyet néhai gyaraki gróf Grassalkovich Antal… eltakaríttatása alkalmatosságával mondott, 1772-ben Bessenyőn. Buda.